# Ibogaïne
Ibogaïne of Iboga is een hallucinogeen dat wordt gewonnen uit de bast van de wortel van de West-Afrikaanse plant Tabernanthe iboga. Aanhangers van het Bwitigeloof gebruiken het in hun rituelen.
Wetenschappelijk onderzoek zou aangetoond hebben dat morfineverslaafde ratten na toediening van ibogaïne veel minder behoefte hadden aan morfine. Hetzelfde zou gelden voor cocaïne- en alcoholverslaafde ratten. Het blijkt dat ontwenningsverschijnselen minder worden, maar ook de hunkering, dus het verlangen naar een volgende dosis. Deze reductie van verlangen duurt van een paar weken tot een paar maanden. In 2017 waren er ten minste 259 studies over de effecten bij mensen bekend, waarvan Braziliaanse onderzoekers er acht goed genoeg vonden voor een overzichtsartikel van klinisch onderzoek naar ibogaïne. De conclusie van de onderzoekers was dat een enkele dosis, of een beperkt aantal doseringen ibogaïne de ontwenningsverschijnselen, afhankelijkheid en gebruik van drugs significant kan verminderen en dat deze potentiële voordelen nader onderzocht dienen te worden.
De Vereniging tegen de Kwakzalverij raadt gebruik als anti-verslavingsmiddel bij mensen echter af omdat zij van mening is dat goed onderzoek naar de werking ontbreekt, en omdat de stof ernstige bijwerkingen heeft zoals hevige hallucinaties. In veel landen staat de stof op de lijst met verboden middelen.
Het Nederlandse RIVM adviseert in 2024 de stof niet te gebruiken, omdat het hartritmestoornissen kan veroorzaken met mogelijk de dood tot gevolg.

## Geschiedenis

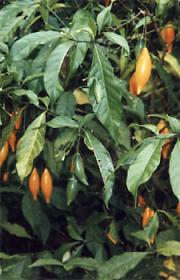
Tabernanthe iboga

De eerste wetenschappelijke tekst over ibogaïne is in het Frans en dateert van 1864. Het rapporteert dat het eten van de ibogawortel niet giftig is, tenzij hij vers of in zeer hoge doseringen wordt geconsumeerd. De plant kreeg de naam Tabernanthe iboga op de bijeenkomst van het Linnaeusgenootschap in Parijs in 1889.
In de jaren 50 van de 20e eeuw begon het onderzoek in Verenigde Staten. In 1967 werd de stof geplaatst op de Amerikaanse lijst van zeer verslavende stoffen zonder enig medisch nut, en werd dus illegaal.
In 1962 nam Howard Lotsof, een heroïneverslaafde, een dosis ibogaïne. Hij merkte op dat na het innemen van ibogaïne zijn verlangen naar heroïne en ontwenningsverschijnselen verdwenen. Hij wilde de stof op de markt brengen onder de naam Endabuse, maar dit werd niet toegestaan door de Amerikaanse overheid. Hij verhuisde naar Nederland. Samen met de zenuwarts Jan Bastiaans deed hij experimentele behandelingen met heroïneverslaafden. De behandelingen werden beëindigd in 1993 toen een patiënte kort na de therapie overleed.

## Eigenschappen

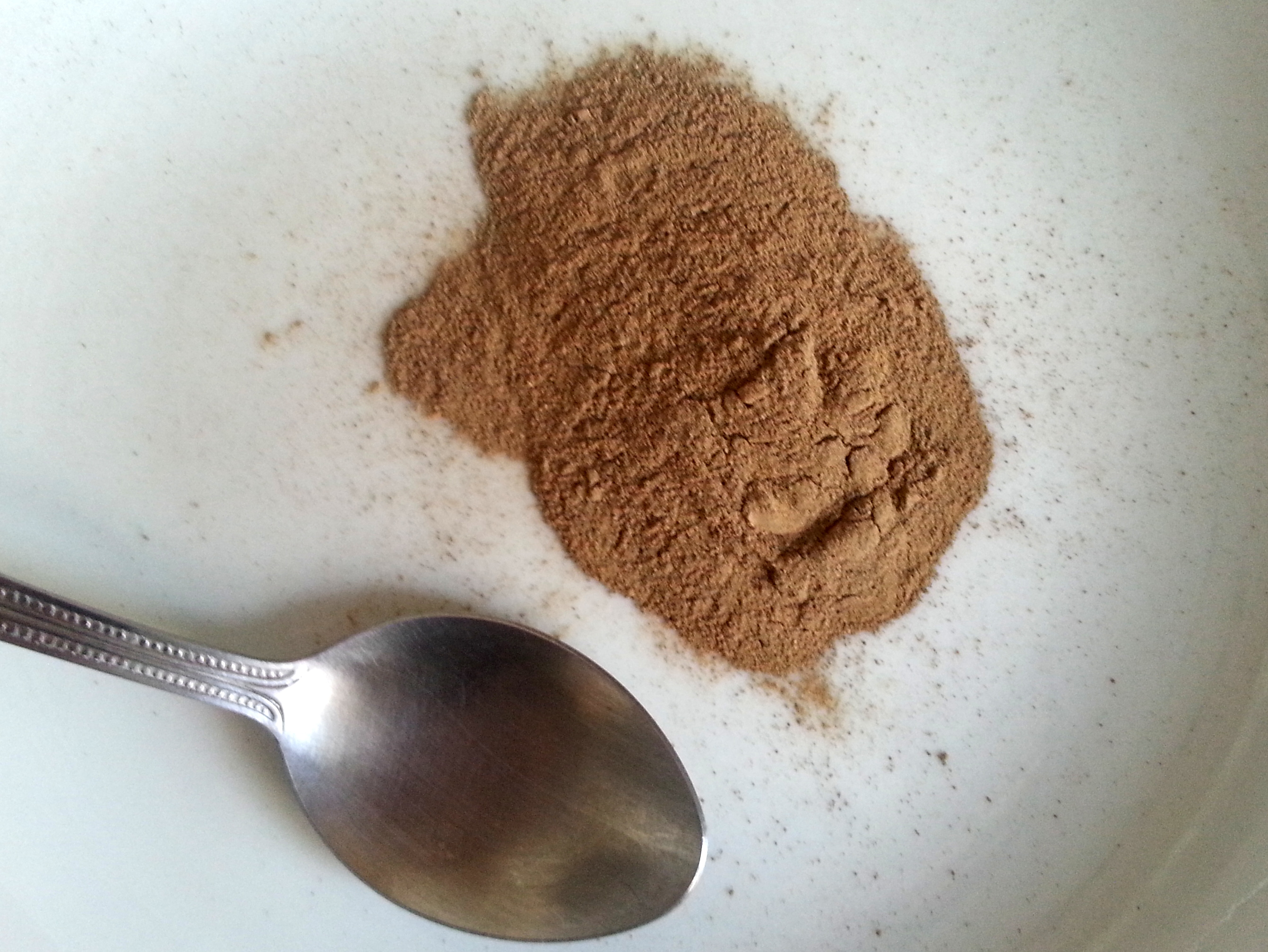
Ibogaïne-bevattend bast-extract van de boom Tabernanthe iboga

De gele wortel bevat minstens 12 alkaloïden waarvan de eerste en tevens bekendste, ibogaïne, in 1901 al geïsoleerd werd. Ibogaïne is een indoolalkaloïde. De wortelschors heeft het hoogste gehalte ibogaïne (2–6%), het laagste gehalte zit in de bladeren (0,35%). 
Iboga-extract remt de werking van acetylcholinesterase (een enzym dat acetylcholine afbreekt). Remming hiervan treedt in mindere mate ook op bij zuivere ibogaïne. Ibogaïne is een agonist van bepaalde subtype serotonine receptoren en blokkeert de serotonine transporters. Het meeste effect wordt veroorzaakt doordat ibogaïne een middelmatige agonist is op de kappa-opioide receptoren. Activatie van deze receptoren kan hevige hallucinaties opwekken. Gebruikers verklaren dat zij vaak droomachtige hallucinaties ervaren die een heilzame werking zouden hebben voor het verwerken van trauma's. De werking van ibogaïne is nog niet geheel bekend. Er zijn hypothesen over GDNF verhoging in de area tegmentalis ventralis, verhoging van BDNF in de nucleus accumbens en dat activatie van het kappa opioid systeem, het dopaminerge mesocorticolimbische pad reset.
Commercieel wordt de verbinding verhandeld als het hydrochloride.

## Risico's
Ibogaïne is een middel dat na inname klinische bijwerkingen kan veroorzaken, waaronder ernstige of levensbedreigende, zoals cardiotoxiteit en/of neurotoxiciteit: de stof beïnvloedt een aantal neurotransmitters en kan hallucinaties veroorzaken, die in meerdere malen dodelijke gevolgen hadden doordat gebruikers gevaarlijke dingen gingen doen. Zelfs bij lage doses kan de stof ernstige hartritmestoornissen en hartstilstand veroorzaken, met dodelijk gevolg. Uit onderzoek blijkt ook dat hoge doses ibogaïne bij ratten hersenschade kunnen veroorzaken.

## Wetgeving

### Nederland
Het zonder vergunning van de minister van Volksgezondheid, Welzijn en Sport bereiden, invoeren, afleveren, uitvoeren of een groothandel drijven met preparaten die de stof ibogaïne bevatten, is strafbaar op grond van art. 18 lid 1 Geneesmiddelenwet. Het in voorraad hebben, verkopen, afleveren, ter hand stellen of invoeren ervan als geneesmiddel waarvoor geen handelsvergunning geldt, is tevens strafbaar op grond van art. 40 lid 2 Geneesmiddelenwet.
In 2011 is het Openbaar Ministerie in Nederland een onderzoek gestart naar behandelingen met ibogaïne. In 2014 kwam de Rechtbank Midden-Nederland met een uitspraak in een zaak rond ibogaïne. De rechtbank schiep hierbij duidelijkheid over de status van het middel ibogaïne: het is een geneesmiddel, zodat de verbodsbepalingen uit de Geneesmiddelenwet van toepassing zijn. In 2017 werd een natuurgenezeres uit Kockengen door de Hoge Raad veroordeeld tot een voorwaardelijke celstraf van vijf maanden en tot het betalen van een schadevergoeding van een half miljoen euro aan haar slachtoffers. Zij had in 2011 een Belgische man ibogaïne toegediend, die vervolgens een hartstilstand kreeg en na reanimatie invalide bleef. Op 15 augustus 2017 is deze natuurgenezeres in voorlopige hechtenis geplaatst wegens het opnieuw toedienen van ibogaïne, ditmaal met dodelijke afloop. Op 10 april 2019 werd zij in deze zaak veroordeeld tot acht jaar cel wegens doodslag.